# Нахурцилаво
Нахурцилаво (груз. ნახურცილავო) — село в Грузії.
За даними перепису населення 2014 року в селі проживає 265 особи.